# Contea di Gävleborg
La contea di Gävleborg o Gävleborgs län è una delle contee o län della Svezia situata nella parte centrale del Paese.
Confina con le contee di Uppsala, Västmanland, Dalarna, Jämtland e Västernorrland, si affaccia inoltre sul Mar Baltico.

## Comuni
|  | - Bollnäs - Gävle - Hofors - Hudiksvall - Ljusdal - Nordanstig - Ockelbo - Ovanåker - Sandviken - Söderhamn |

## Aree naturali
In questa contea si trova il parco nazionale Hamra e parte del parco nazionale Farnebofjärden.